# Belle of Alaska
Belle of Alaska er en amerikansk stumfilm fra 1922 af Chester Bennett.

## Medvirkende
- J. Frank Glendon som Lucky Vail
- Jane Novak som Ruth Harkin
- Noah Beery Sr. som Wade Harkin
- Florence Carpenter som Chicago Belle
- Les Bates som Dugan